# Ələddin Allahverdiyev

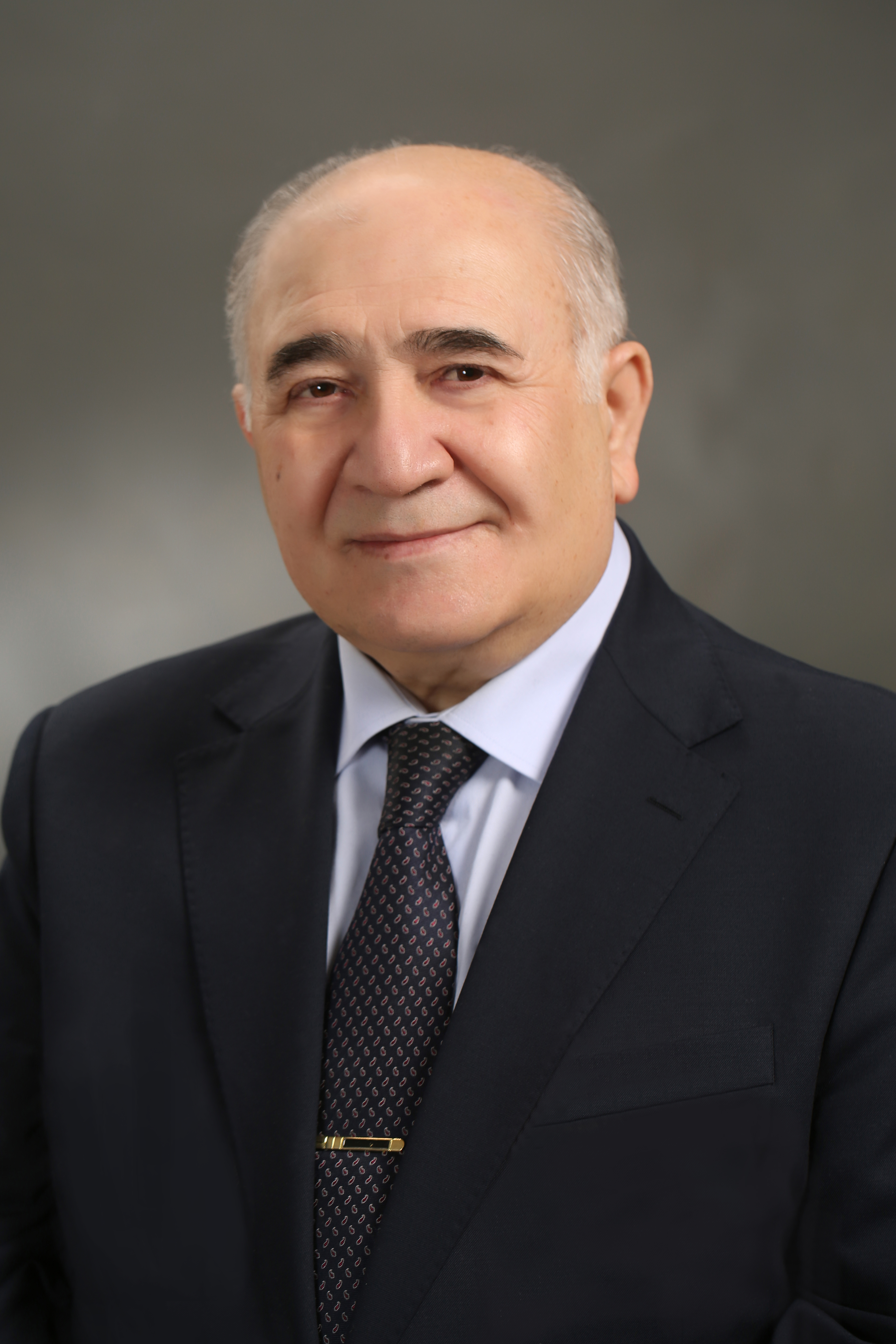
Ələddin Allahverdiyev, 2019

Ələddin Məmmədhüseyn oğlu Allahverdiyev (Allachwerdiew Aladdin Mamed Gusein ogly, * 29. Mai 1947 in Arpunk/Kasaman, Bezirk Basargetschar, Armenische Sozialistische Sowjetrepublik, UdSSR) ist ein sowjetischer, russischer und aserbaidschanischer Wissenschaftler, tätig auf dem Gebiet der Entwicklung mathematischer Modelle und Forschungsmethoden von Wellen- und Schwingungsprozessen, vorgesehen zur Herstellung von piezoelektrischen Geräten und Produkten, die bei der Untersuchung der Weltmeere und des Weltraums, in der seismischen Meeresforschung sowie in der Elektronik-, Verteidigungs- und Medizinindustrie verwendet werden. Seit dem Jahr 2001 hält er eine Professur.

## Leben und Ausbildung
Allawerdiew Aladdin Mamedowitsch wurde am 29. Mai 1947 im Dorf Kasaman des Bezirkes Basargetschar der Armenischen Sozialistischen Sowjetrepublik geboren. Im Jahre 1964 beendete er die Mittelschule Nr. 190 in der Stadt Baku mit Auszeichnung. In demselben Jahr immatrikulierte er sich an der Fakultät für Mechanik und Mathematik (Abteilung für Mechanik) der Staatliche Universität Baku. Nach dem dritten Studienjahr setzte er sein Studium an der Fakultät für Mechanik und Mathematik der Lomonossow-Universität Moskau fort. Nach dem Studienabschluss wurde er gefragt, ob er sein Studium in der Aspirantur am Lehrstuhl für Wellen- und Gasdynamik fortsetzen wolle, um einen weiteren wissenschaftlichen Grad zu erlangen. Er verteidigte vor dem Promotionsausschuss eine Dissertation zum Thema Untersuchung der elektrophysikalischen Parameter von piezoelektrischen Konstruktionen bei Koppelschwingungen, wodurch ihm der akademische Grad „Kandidat der physikalischen und mathematischen Wissenschaften“ verliehen wurde.

## Berufliche Laufbahn
Nachdem Abschluss der Aspirantur an der Lomonossow-Universität Moskau wurde er 1974 zur Arbeit dem allsowjetischen wissenschaftlichen Forschungsinstitut „FONON“ des Ministeriums für Elektronikindustrie der UdSSR zugeordnet. In den Jahren 1974–1994 arbeitete er an diesem Institut als wissenschaftliche Hilfskraft, leitender wissenschaftlicher Mitarbeiter und Leiter der Abteilung „Mathematische Modellierung“.
1994–1995 war er als stellvertretender Generaldirektor für Wissenschaft und Produktion beim gemeinsamen russischen und amerikanischen Unternehmen „Green Star İnternational“ tätig. 1995–1996 arbeitete er als Direktor der Selenograder städtlichen Vereinigung der klein- und mittelständischen Unternehmen in Moskau.
Im September 1996 wurde er zum Leiter des Lehrstuhls für höhere und angewandte Mathematik und Professor an der Moskauer Staatlichen Akademie für Betriebswirtschaft bestellt. 1997–1999 war er zur gleichen Zeit Dekan der Fakultät für Wirtschaft und Management, im Jahre 2000 wurde er der erste Prorektor für bildungsmethodische Arbeit an dieser Akademie.
Seit Dezember 2010 arbeitet er an der Nationalen Forschungsuniversität für Elektronische Technologie als Prorektor für Bildungsarbeit, Leiter des Qualitätskontrolldienstes des Bildungsprozesses und Professor.
Laut Beschluss der Obersten Attestationskommission der Russischen Föderation (2001) wurde A.M. Allawerdiew der akademische Titel „Professor“ verliehen.
Unter seiner wissenschaftlichen Betreuung haben 7 Doktoranden ihre Doktorarbeiten erfolgreich verteidigt.
Mehrere Jahre lang war A.M. Allawerdiew im Rat der Prorektoren für Bildungsarbeit an den Hochschulen der Russischen Föderation tätig. Ebenso gehörte er dem Koordinationsrat des Bildungsamts der Stadt Moskau, dem wissenschaftlichen Rat an der Moskauer Staatlichen Akademie für Betriebswirtschaft an und war Vorsitzender des wissenschaftlichen und methodischen Rats dieser Akademie.

## Tätigkeiten im Bereich der Wissenschaft und Bildung
Als er am wissenschaftlichen Forschungsinstitut „FONON“ als Haupttheoretiker arbeitete, leistete er seine wissenschaftliche Betreuung oder war als stellvertretender Chefkonstrukteur bei der Umsetzung von über 30 Forschungs- und Entwicklungsprojekte tätig, in deren Rahmen Geräte und Erzeugnisse entwickelt wurden, die in vielfältigen technischen Bereichen angewandt werden. Viele wissenschaftliche Erkenntnisse und neue technische Lösungen haben sich in diesen Jahren in seinen wissenschaftlichen Artikeln und  Erfindungen widergespiegelt. Diese Erfindungen wurden auch in Elektronikunternehmen (insbesondere in den Unternehmen, die sich mit Akusto- und Mikroelektronik befassen), in der Rüstungsindustrie und mehreren medizinischen Betriebsstätten (im Einzelnen, piezokeramische Sensoren, die von A.M. Allawerdiew in gemeinsamer Urheberschaft entwickelt wurden, haben bei der Entwicklung eines künstlichen Herzens Anwendung gefunden) eingesetzt.
1970–1980 wurden Wissenschaftler und Konstrukteure, die im piezotechnischen Bereich arbeiteten, damit beauftragt, einen piezoelektrischen Sensor mit den vorgegebenen elektrophysikalischen Parametern zu entwickeln, wobei der zu entwickelnde Sensor minimal schwer und groß sein sollte. Gestützt auf die bekannte Theorie der optimalen Steuerungen, schlug A.M. Allawerdiew erstmals eine theoretische Lösung für Aufgaben solcher Art vor. Er ist auch einer der ersten Wissenschaftler, der mit seinen Studenten eine Lösung für zwei- und dreidimensionale elektroelastische dynamische Probleme gefunden hat. Die Lösung beruht auf dem verallgemeinerten Variationsprinzip unter Anwendung der Finite-Elemente- und Grenzelement-Methode. Unter allen Wissenschaftlern ist er der Erste, dem es gelungen ist, den Grenzschichteffekt nachzuweisen, der an piezokeramischen kreisförmigen Membranen vorkommt.
Während der Arbeit an der Moskauer Staatlichen Akademie für Betriebswirtschaft hat A.M. Allawerdiew in Kooperation mit den Mitarbeitern des von ihm geleiteten Lehrstuhls für höhere und angewandte Mathematik mehr als 20 Lehrbücher und Lehrmittel über die Anwendung von Mathematik in Wirtschaft und Management veröffentlicht.
Allawerdiew ist mit Kengerli Machsati Ismail kysy verheiratet und hat zwei Kinder.

## Teilnahme an wissenschaftlichen Konferenzen
A.M. Allawerdiew hat über 60 wissenschaftliche Vorträge (einschließlich etwa 10 Plenarvorträge) in 30 internationalen, allsowjetischen, russischen und die Branche betreffende Versammlungen, Konferenzen und Symposien gehalten, die solche Themen wie die Ausbreitung von Oberflächenwellen im piezoelektrischen Medium, die Untersuchung der elektrophysikalischen Parameter von piezoelektrischen Konstruktionen bei Koppelschwingungen behandelten. 
- „Allsowjetisches Symposion für die Ausbreitung von elastischen und elastisch-plastische Wellen“ (Frunse, 1974, Nowosibirsk, 1986)
- „Allsowjetische Konferenz für Mechanik kontinuierlicher Medien“ (Taschkent, 1979)
- „Allsowjetische Konferenz für Seignette-Elektrizität (heute genannt Ferroelektrizität“, Rostow am Don, 1979, Minsk, 1982),
- Allsowjetisches Symposion „Material- und Elementfestigkeit der Konstruktionen bei Schall- und Ultraschallbelastungsfrequenzen“ (Kiew, 1979, 1980, 1981, 1982)
- „Allsowjetische Konferenz für Elastizitätstheorie“ (Tiflis, 1984)
- „Allsowjetische Konferenz für Akustoelektronik und Quantenakustik“ (Moskau, 1984)
- Allsowjetische Konferenz „Einwirkung äußerer Einflüsse auf die Realstruktur von Seignette- und Piezokristallen“ (Tschernogolowka, 1984)
- Allsowjetische Konferenz „Modellierung von Zusammenbrüchen/Rückweisungen und Computersimulation von Standversuchen zur Prüfung von Elektronikgeräten“ (Moskau, 1985)
- „Allsowjetische Versammlung für theoretische und angewandte Mechanik“ (Taschkent, 1986)
- „Allsowjetische Konferenz für Akustik“ (Moskau, 1994)
- Internationale Konferenz „Kristalle: Wachstum, Eigenschaften, Realstruktur, Anwendung“ (Alexandrow, 2001, 2002, 2003),
- Internationale Jubiläumskonferenz „Einzelkristalle und ihre Anwendung im 20. Jahrhundert-2004“ (Alexandrow, Russland, 2004)

Er war Mitglied des Organisations- oder Programmkomitees in mehreren der obengenannten Foren.

## Erfindungen
1. Erfindungsurkunde Nr. 169926 vom 4. September, 1980.
2. Erfindungsurkunde Nr. 179728 vom 6. Oktober, 1982
3. Erfindungsurkunde Nr. 1063257 vom 22. August, 1983
4. Erfindungsurkunde Nr. 300747 vom 1. September, 1989
5. Erfindungsurkunde Nr. 1534760 vom 8. September, 1989
6. Erfindungsurkunde Nr. 308342 vom 1. Februar, 1990
7. Erfindungsurkunde Nr. 308340 vom 1. Februar, 1990

## Publikationen

### Wissenschaftliche Artikel
- Koppelschwingungen von piezokeramischen Scheiben: Theorie/К теории связанных колебаний пьезокерамических дисков (Im Buch „Wellen- und Gasdynamik“/Волновая и газовая динамика, Verlag der Moskauer Staatlichen Universität, Auflage 2, Moskau, 1979)
- Über Schwingungen eines piezokeramischen Herzschlagswandlers für medizinische Zwecke/О колебании пьезокерамического преобразователя пульса для медицинских целей („Wehrtechnik und Wirtschaft“/Военная техника и экономика, Nr. 3, Moskau, 1978)
- Zylindrischer Piezo-Druckaufnehmer für seismische Meererkundung/Цилиндрический пьезоприемник давления для морской сейсморазведки (Elektronik/„Электроника“, Nr. 7, Moskau, 1984),
- Ausgleichsschwingungen von piezokeramischen Scheiben und Ringen: Theorie/К теории неустановившихся колебаний пьезокерамических дисков и колец (Vortrag an der Akademie der Wissenschaften der Ukrainischen Sozialistischen Sowjetrepublik, Nr. 2 Т., 1980)
- Untersuchung der Richtungsparameter eines Empfangs- un Strahlungswandlers/Исследование характеристик направленности приемо-излучающих преобразователей („Werkstoffprüfung“/Дефектоскопия, Nr. 6, Verlag der Akademie der Wissenschaften der Union der Sozialistischen Sowjetrepubliken, Moskau, 1990)
- Methode zur Erfassung der von den Grenzbedingungen ausgeübten Wirkung auf die Krümmung piezoelektrischer Mehrschichtplatten/Метод учета влияния электрических граничных условий на изгиб многослойных пьезоэлектрических пластин (Materialien aus den Vorträgen der internationalen Konferenz „Kristalle: Wachstum, Eigenschaften, Realstruktur, Anwendung“ Alexandrow, 2002)
- Dimensionierung von kugelförmigen piezokeramischen Wandlern (Verluste mitberechnet)/Расчет сферических пьезокерамических преобразователей с учетом потерь („Elektronik“/Электронная техника, Serie „Radiobauelemente und -komponente“/сер. Радиодетали и радиокомпоненты, Auflage 3(80), Moskau, 1990)
- Berechnungsmethode zur Ermittlung der akustischen Kenngrößen von piezokeramischen Wandlern/Метод расчета акустических характеристик многослойных пьезокерамических преобразователей (Materialien aus den Vorträgen der internationalen Konferenz „Kristalle: Wachstum, Eigenschaften, Realstruktur, Anwendung“ Alexandrow, 2003)
- Untersuchung der Schwingungen eines mehrteiligen piezokeramischen Wandlers/Исследование колебаний составных пьезокерамических преобразователей („Elektronik“/Электронная техника, Serie „Radiobauelemente und -komponente“/сер. Радиодетали и радиокомпоненты, Auflage 2(67), Moskau, 1987)
- Methode zur Formoptimierung eines piezoelektrischen schwingenden Wandlers/Метод оптимизации формы пьезоэлектрических преобразователей, совершающих колебания („Angewandte Mechanik“/Прикладная механика К., Jahrgang 26, Nr. 9, 1990)
- Wirkung von Impulsbelastungen auf die Festigkeitseigenschaften piezokeramischer Elemente/Влияние импульсных нагрузок на прочностные характеристики пьезокерамических элементов (Im Buch „Festigkeit von Polykristallen“/Прочность поликристаллических кристаллов, Verlag der Akademie der Wissenschaften der Union der Sozialistischen Sowjetrepubliken, Leningrad, 1981)
- Gekoppelte Ausgleichsschwingungen piezokeramischer Zylinder/Связанные неустановившиеся колебания пьезокерамических цилиндров (Zeitung der Akademie der Wissenschaften der Ukrainischen Sozialistischen Sowjetrepublik, Nr. 2, 1982)
- Methode zur Ermittlung der Parameter von piezokeramischen Wandlern im Bereich der Resonanzfrequenzen/Метод расчета характеристик пьезокерамических преобразователей в области резонансных частот („Elektronik“/Электронная техника, Serie „Radiobauelemente und -komponente“/сер. Радиодетали и радиокомпоненты, Auflage 1(82), Moskau, 1991)
- Gekoppelte Ausgleichsschwingungen piezokeramischer Zylinder/Связанные неустановившиеся колебания пьезокерамических цилиндров (Zeitung der Akademie der Wissenschaften der Usbekischen Sozialistischen Sowjetrepublik, Nr. 2, 1982)
- Sicherheitserhöhung bei der Entwicklung eines kugelförmigen piezokeramischen Strahlengebers/The reliability increase when designing the spherical piezoceramic radiators, Ausbreitung von akustischen Oberflächenwellen in stückweise homogenen piezoelektrischen Medien/Spreading of surface acoustic waves in party-homogeneous piezoelectric environments (Internationale Jubiläumskonferenz „Einzelkristalle und ihre Anwendung im 20. Jahrhundert–2004“/The International Jubilee Conference „Single crystal and their application in the XX century – 2004“, Alexandrow, Russland, 2004)
- Akustische Eigenschaften eines zylindrischen piezokeramischen Strahlengebers, der im endlosen Medium schwingt/The acoustical characteristics of the cylindrical piezoceramic radiator vibrating in infinite liquid medium, Ausbreitung von akustischen Oberflächenwellen in stückweise homogenen piezoelektrischen Medien (Internationale Jubiläumskonferenz „Einzelkristalle und ihre Anwendung im 20. Jahrhundert – 2004“/The International Jubilee Conference „Single crystal and their application in the XX century – 2004“, Alexandrow, Russland, 2004)
- Methode zur Bestimmung der elektroelastischen Festwerte von piezokeramischen Materialien/Метод определения электроупругих констант пьезокерамических материалов (Im Buch: Grundlagen der Physik der Bauteile von mikroelektronischen Geräten/Основы физики элементов микроэлектронных приборов, Moskau, 1992)
- Methode zur Ermittlung der mechanischen Spannung von piezokeramischen Ringen und Scheiben bei der variablen elektrische Erregung (Im Buch „Material- und Elementfestigkeit der Konstruktionen bei Schall- und Ultraschallbelastungsfrequenzen“/«Прочность материалов и элементов конструкций при звуковых и ультразвуковых частотах нагружения», Kiew, 1980)
- Gekoppelte Biege- und Scherschwingungen von scheibenförmigen piezokeramischen Schichten- und Stufenwandlern/Связанные изгибно-сдвиговые колебания слойно-ступенчатых дисковых пьезокерамических преобразователей („Angewandte Mechanik“/Прикладная механика, Kiew, 1987, Jahrgang 23, Nr. 5)
- Anpassung der Frenquenzen der Ultraschallschwingungen, die von verschiedenen mehrteiligen elektroakustischen Wandlern produziert werden/Согласование частот ультразвуковых колебаний различных составных электроакустических преобразователей (Im Sammelband „Materialien der 11. Allsowjetischen Konferenz für Akustoelektronik und Quantenakustik“, Moskau, 1984)
- Ausbreitung von akustischen Oberflächenwellen in stückweise homogenen piezoelektrischen Medien/Распространение поверхностных акустических волн в кусочно-однородных пьезоэлектрических средах. (Im Buch „Materialien der 6. Allsowjetischen Versammlung für theoretische und angewandte Mechanik“, Fan Verlag, Taschkent, 1986)
- Nachhaltige Entwicklung als eines der Paradigmen der Philosophie der Bildung/Устойчивое развитие как парадигма философии образования (Im Buch „Epoche der globalen Herausforderungen (Erfahrung der philosophischen Betrachtung)“/Эпоха глобальных проблем (Опыт философского осмысления). Verlag des Moskauer Staatlichen Institutes für Betriebswirtschaft, Moskau, 2004)
- Anwendung von mathematischen Methoden in Geisteswissenschaften/Применение математических методов в социальных науках (Im Buch „Wirtschaft und sozialer Bereich: Menschen, Städte, Russland“/Экономика и социальная сфера: человек, город, Россия, Verlag des Moskauer Staatlichen Institutes für Betriebswirtschaft, Moskau, 2005)
- Ratingsystem als ein personenorientiertes Verfahren und seine Rolle in der Fähigkeitsentwicklung eines Studenten/Рейтинговая система как личностно-ориентированная технология и её роль в развитии способностей студента. (Im Buch „Auf dem Weg zur personenorientierten Bildung“, Verlag des Moskauer Staatlichen Institutes für Betriebswirtschaft, Moskau, 2000)
- Mathematik und ihre Rolle in der Ausbildung von den modernen Managern/Математика и её роль в подготовке современных менеджеров. (Im Buch „Humanisierung des Bildungsprozesses als ein Problem: philosophische und pädagogische Analyse“/Философско-педагогический анализ проблемы гуманизации образовательного процесса, Verlag des Moskauer Staatlichen Institutes für Betriebswirtschaft, Moskau, 2001)

### Lehrbücher
- Zahlenfolgen/Числовые последовательности. Verlag des Moskauer Staatlichen Institutes für Betriebswirtschaft, Moskau, 1998.
- Mathematische Analyse (für Studenten in wirtschaftlichen Fachgebieten)/Математический анализ (для экономических специальностей). Verlag des Moskauer Staatlichen Institutes für Betriebswirtschaft, Moskau, 2001
- Angewandte Mathematik. Graphentheorie (für Studenten in wirtschaftlichen Fachgebieten)/Прикладная математика. Теория графов. (для экономических специальностей). Verlag des Moskauer Staatlichen Institutes für Betriebswirtschaft, Moskau, 2001
- Wahrscheinlichkeitstheorie und mathematische Statistik/Теория вероятностей и математическая статистика. Verlag des Moskauer Staatlichen Institutes für Betriebswirtschaft, Moskau, 2004
- Lineare Algebra und Elemente aus der analytischen Geometrie/Линейная алгебра и элементы аналитической геометрии. Verlag des Moskauer Staatlichen Institutes für Betriebswirtschaft, Moskau, 2004
- Differentialgleichungen (für Studenten in wirtschaftlichen Fachgebieten)/Дифференциальные уравнения (для экономических специальностей). Verlag des Moskauer Staatlichen Institutes für Betriebswirtschaft, Moskau, 2005
- Mathematische Statistik (für Studenten in wirtschaftlichen Fachgebieten)/Математическая статистика (для экономических специальностей). Verlag des Moskauer Staatlichen Institutes für Betriebswirtschaft, Moskau, 2005

## Auszeichnungen (Auswahl)
Für seine Erfolge in der wissenschaftlichen, industriellen und pädagogischen Tätigkeit wurden A.M. Allawerdiew folgende Regierungs- und Branchenauszeichnungen verliehen:
- Ehrenzeichen „Ehrenarbeiter im Bereich der beruflichen Hochschulbildung“
- Medaille „Preisträger des Allrussischen Ausstellungszentrums“
- 1975, 1977 und 1980 Ehrenzeichen für Arbeitserfolge (gestiftet vom Zentralkomitee der Kommunistischen Partei der Sowjetunion, vom Ministerrat der Union der Sozialistischen Sowjetrepubliken, vom Zentralkomitee der Gewerkschaften und vom Zentralkomitee des Leninschen Kommunistischen Jugendverbandes der Sowjetunion)
- Ehrenurkunde für den persönlichen Beitrag zur Entwicklung von Medizintechnik des Präsidiums des Zentralen Verwaltungsrates der Allsowjetischen wissenschaftlichen medizinisch-technischen Gesellschaft
- Preisträger des von der Moskauer Regierung veranstalteten Wettbewerbes „Grant Moskwy (Fördermittel von Moskau)“ (Bereich „Wissenschaft und Technologien“) in den Jahren 2001, 2002, 2003 und 2004
- Medaille „Chalil Achmedowitsch Rachmatulin“ (Wissenschaftler im Bereich Mechanik, mit vier Leninorden und mehreren Nationalpreisen der UdSSR ausgezeichneter Professor) des Nationalkomitees für theoretische und angewandte Mechanik der Russischen Akademie der Wissenschaften
- Medaille „Georgij Alexandrowitsch Tjulin“ (Leninpreisträger, Professor, Doktor der technischen Wissenschaften, Vorsitzender des Staatsausschusses für Weltraumforschungsprogramme) der Russischen Astronautischen Föderation[12]